# جو بومان
جو بومان (بالإنجليزية: Joe Bowman)‏ هو عسكري أمريكي، ولد في 12 أبريل 1925 في جونسون سيتي في الولايات المتحدة، وتوفي في 29 يونيو 2009 في جنكشن في الولايات المتحدة بسبب نوبة قلبية.

## معرض صور

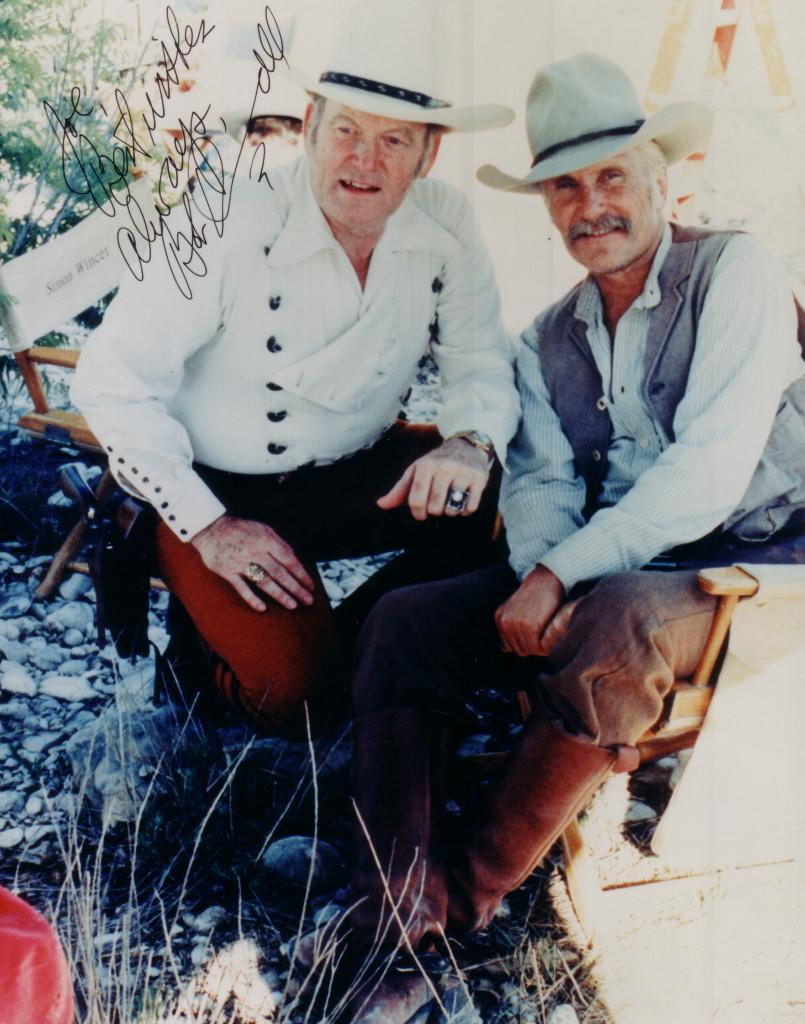
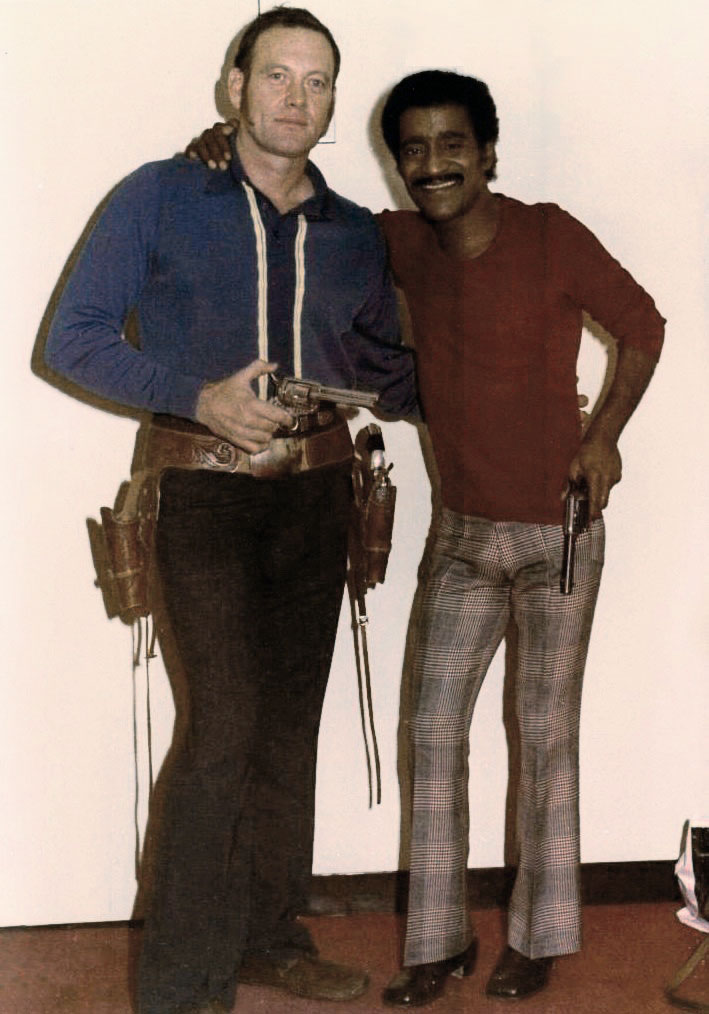
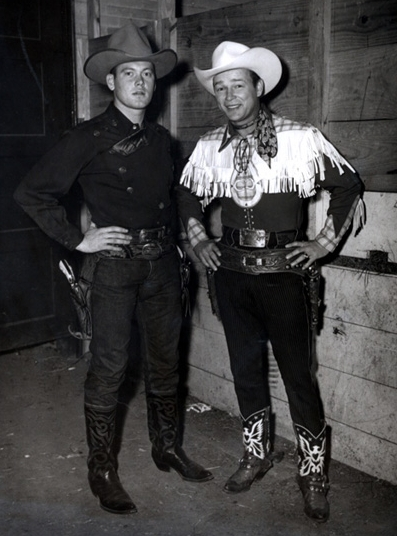
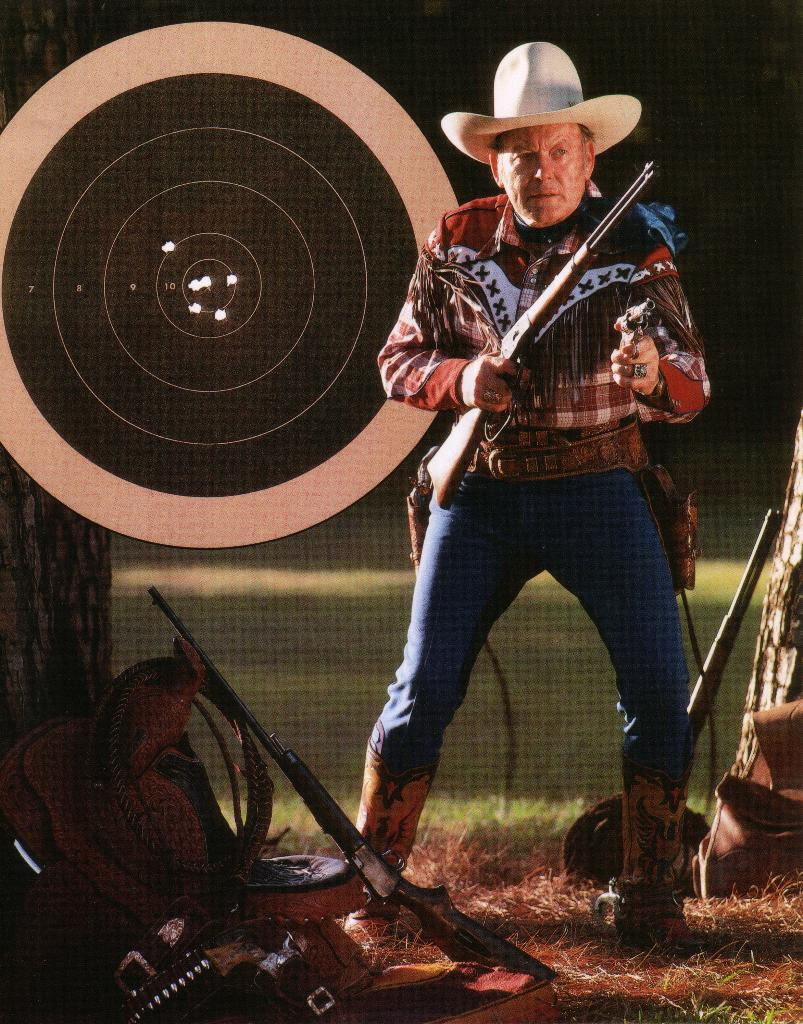

## روابط خارجية
- جو بومان على موقع IMDb (الإنجليزية)